# Carry trade
Nell'ambito della finanza internazionale il carry trade è la pratica speculativa consistente nel prendere a prestito del denaro in paesi con tassi di interesse più bassi, per cambiarlo in valuta di paesi con un rendimento degli investimenti maggiore in modo sia da ripagare il debito contratto sia da ottenere un guadagno con la medesima operazione finanziaria.
Solitamente per mettere in atto un'operazione di carry trade vengono scelte monete che godono di un cambio stabile nel tempo mentre l'investimento è rivolto a strumenti a basso rischio, quali titoli di Stato.
È possibile fare un esempio di operazioni di questo genere prendendo a riferimento la situazione economica del Giappone nei primi anni 2000: in questo caso gli investitori stranieri operavano in un mercato che presentava, in maniera pressoché stabile (1996-2007), un tasso di cambio dollaro statunitense/yen di 1/120 e un tasso di interesse dello 0,25%: il disallineamento dei tassi rispetto alla media internazionale consentiva di prendere a prestito denaro in yen ad un "prezzo" molto basso, di cambiarlo in valute straniere che venivano investite in titoli di stato o altri strumenti finanziari a rischio nullo e che presentavano un rendimento del 3% o superiore. L'investitore guadagnava, in tal modo, sul differenziale fra i tassi di interesse: scaduto il titolo di stato, il denaro veniva infatti riconvertito dalla moneta straniera in yen per pagare il debito contratto in Giappone. 
Per l'investimento finanziario non è rilevante che il tasso di cambio sia a favore o meno di quella straniera, purché sia stabile nel tempo e resti sostanzialmente invariato dal momento in cui viene contratto il prestito a quello in cui si viene restituito.